# 3 000 mètres steeple féminin aux championnats du monde d'athlétisme 2017
Pour un article plus général, voir Championnats du monde d'athlétisme 2017.
Navigation
Pékin 2015 Doha 2019
L'épreuve du 3 000 mètres steeple féminin des championnats du monde de 2017 se déroule les 9 et 11 août 2017 dans le Stade olympique de Londres, au Royaume-Uni. Elle est remportée par l'Américaine Emma Coburn.

## Critères de qualification
Pour se qualifier pour les championnats, il faut avoir réalisé 9 min 42 s 00 ou moins entre le 1er octobre 2016 et le 23 juillet 2017.

## Médaillées
| Or          | Argent            | Bronze         |
| Emma Coburn | Courtney Frerichs | Hyvin Jepkemoi |

## Résultats

### Finale
| Rang               | Athlète                | Nationalité | Temps   | Notes  |
| ------------------ | ---------------------- | ----------- | ------- | ------ |
| Médaille d'or      | Emma Coburn            | États-Unis  | 9:02.58 | CR, AR |
| Médaille d'argent  | Courtney Frerichs      | États-Unis  | 9:03.77 | PB     |
| Médaille de bronze | Hyvin Jepkemoi         | Kenya       | 9:04.03 |        |
| 4                  | Beatrice Chepkoech     | Kenya       | 9:10.45 |        |
| 5                  | Ruth Jebet             | Bahreïn     | 9:13.96 |        |
| 6                  | Celliphine Chespol     | Kenya       | 9:15.04 |        |
| 7                  | Etenesh Diro           | Éthiopie    | 9:22.46 |        |
| 8                  | Winfred Mutile Yavi    | Bahreïn     | 9:22.67 | PB     |
| 9                  | Gesa Felicitas Krause  | Allemagne   | 9:23.87 |        |
| 10                 | Purity Cherotich Kirui | Kenya       | 9:25.62 |        |
| 11                 | Belén Casetta          | Argentine   | 9:25.99 | AR     |
| 12                 | Genevieve LaCaze       | Australie   | 9:26.25 | SB     |
| 13                 | Geneviève Lalonde      | Canada      | 9:29.99 | NR     |
|                    | Aisha Praught          | Jamaïque    | DQ      |        |
|                    | Birtukan Fente         | Éthiopie    | DNS     |        |

### Séries
Les 3 premières de chaque série (Q) et les 6 plus rapides (q) se qualifient pour la finale.
| Rang | Série | Nom                         | Nationalité        | Temps    | Notes |
| ---- | ----- | --------------------------- | ------------------ | -------- | ----- |
| 1    | 2     | Beatrice Chepkoech          | Kenya              | 9:19.03  | Q     |
| 2    | 2     | Ruth Jebet                  | Bahreïn            | 9:19.52  | Q     |
| 3    | 2     | Courtney Frerichs           | États-Unis         | 9:25.14  | Q     |
| 4    | 2     | Aisha Praught               | Jamaïque           | 9:26.37  | q     |
| 5    | 3     | Celliphine Chepteek Chespol | Kenya              | 9:27.35  | Q     |
| 6    | 3     | Emma Coburn                 | États-Unis         | 9:27.42  | Q     |
| 7    | 3     | Genevieve Lacaze            | Australie          | 9:27.53  | Q     |
| 8    | 3     | Winfred Mutile Yavi         | Bahreïn            | 9:28.00  | q     |
| 9    | 2     | Geneviève Lalonde           | Canada             | 9:31.81  | q, SB |
| 10   | 3     | Etenesh Diro                | Éthiopie           | 9:31.87  | q     |
| 11   | 2     | Birtukan Fente              | Éthiopie           | 9:33.99  | q, SB |
| 12   | 3     | Belén Casetta               | Argentine          | 9:35.78  | q, AR |
| 13   | 3     | Fabienne Schlumpf           | Suisse             | 9:36.08  |       |
| 14   | 2     | Özlem Kaya                  | Turquie            | 9:37.06  | SB    |
| 15   | 1     | Gesa Felicitas Krause       | Allemagne          | 9:39.86  | Q     |
| 16   | 1     | Hyvin Jepkemoi              | Kenya              | 9:39.89  | Q     |
| 17   | 1     | Purity Cherotich Kirui      | Kenya              | 9:40.53  | Q     |
| 18   | 1     | Fadwa Sidi Madane           | Maroc              | 9:40.61  |       |
| 19   | 1     | Sofia Assefa                | Éthiopie           | 9:40.88  |       |
| 20   | 3     | Peruth Chemutai             | Ouganda            | 9:43.04  |       |
| 21   | 2     | Anna-Emilie Møller          | Danemark           | 9:44.12  |       |
| 22   | 1     | Irene Sánchez-Escribano     | Espagne            | 9:46.59  |       |
| 23   | 2     | Maria Larsson               | Suède              | 9:48.13  |       |
| 24   | 1     | Maeva Danois                | France             | 9:49.21  |       |
| 25   | 3     | Rosie Clarke                | Royaume-Uni        | 9:49.36  |       |
| 26   | 1     | Alycia Butterworth          | Canada             | 9:51.50  |       |
| 27   | 3     | Viktória Gyürkés            | Hongrie            | 9:52.66  |       |
| 28   | 2     | Amina Bettiche              | Algérie            | 9:53.06  |       |
| 29   | 1     | Mariya Shatalova            | Ukraine            | 9:54.21  |       |
| 30   | 1     | Lennie Waite                | Royaume-Uni        | 9:54.97  |       |
| 31   | 1     | Tigest Getent               | Bahreïn            | 9:55.42  |       |
| 32   | 3     | Maria Bernard               | Canada             | 9:59.45  |       |
| 33   | 2     | Victoria Mitchell           | Australie          | 10:00.40 |       |
| 34   | 3     | Francesca Bertoni           | Italie             | 10:01.36 |       |
| 35   | 3     | María José Pérez            | Espagne            | 10.01:84 |       |
| 36   | 2     | Camilla Richardsson         | Finlande           | 10:07.04 |       |
| 37   | 1     | Lucie Sekanová              | République tchèque | 10:09.67 |       |
| 38   | 3     | Tuğba Güvenç                | Turquie            | 10:13.03 |       |
| 39   | 1     | Charlotta Fougberg          | Suède              | 10:21.21 |       |
| 40   | 2     | Teresa Urbina               | Espagne            | 10:21.90 |       |
| —    | 1     | Colleen Quigley             | États-Unis         | DQ       |       |
| —    | 2     | Luiza Gega                  | Albanie            | DNS      |       |

## Légende
Records et Performances
- AR : Record continental (area record)
- CR : Record des championnats (championship record)
- MR : Record du meeting (meet record)
- NR : Record national (national record)
- OR : Record olympique (olympic record)
- PR : Record paralympique (paralympic record)
- PB : Record personnel (personal best)
- SB : Meilleure performance personnelle de la saison (season's best)
- WL : Meilleure performance mondiale de l'année (world leader)
- WJR : Record du monde junior (world junior record)
- WR : Record du monde (world record)

Circonstances et Conditions
- DNF : N'a pas terminé (did not finish)
- DNS : N'a pas pris le départ (did not start)
- DQ : Disqualification (disqualification)
- NM : Aucun essai valable enregistré (No Mark)
- Q : Qualifié « directement » au prochain tour (ou à la prochaine compétition), lors d'une compétition majeure, grâce au classement ou à la réalisation des minima (automatic qualifier)
- q : Qualifié au prochain tour (ou à la prochaine compétition), lors d'une compétition majeure, grâce au repêchage ou à la réalisation de l'une des meilleures performances parmi celles des « non qualifiés directement » (grâce au meilleur temps ou à la meilleure distance par exemple) (secondary qualifier)